# Antonio Pertile
Antonio Pertile (Agordo, 10 novembre 1830 – Padova, 4 marzo 1895) è stato uno storico e giurista italiano.

## Biografia
Figlio di Angelo e Elisabetta Vellajo, Pertile esercitò la professione medica nei territori della province di Belluno e di Vicenza, quest'ultima quella di provenienza della famiglia paterna che era di Gallio, oltre a dedicarsi alla redazione di elaborati in merito al vaccino antivaioloso.
Fu iscritto al collegio di Santa Caterina in quel di Venezia, mentre gli studi universitari li seguì presso gli atenei di Vienna e Graz. Entrò in servizio per l'amministrazione austro-ungarica nel 1952 al ministero della Pubblica istruzione. Tre anni dopo con la tesi Del pegno legale sopra gli "invecta et illata" consegue la laurea a Padova in diritto civile e canonico. Lo scritto ebbe la gratificazione di venire stampato a Venezia.
Ottenuta la cattedra di recente istituzione in storia del diritto presso l'Ateneo patavino, per la sua lealtà al governo viennese e per la competenza nella lingua tedesca, nel 1861 diviene professore ordinario oltre che della materia iniziale anche in diritto commerciale.
Con l'unificazione del Lombardo-Veneto al nascente Regno d'Italia, a Pertile fu confermata la docenza sempre alla facoltà di Giurisprudenza in Introduzione allo studio delle scienze giuridiche, ed ebbe tra i suoi studenti insigni colleghi, quali  Vittorio Polacco, Nino Tamassia e Attilio Brunialti.
Nel 1871 pubblicò il trattato Cenni sulle fonti giuridiche dalla caduta dell'impero romano fino alla dissoluzione di quello de’ Carolingi, poi si dedicò a Storia del diritto italiano dalla caduta dell'Impero romano alla codificazione che lo tenne impegnato fino al 1887, più tardi ripresa in mano per una seconda edizione aggiornata e ampliata, coadiuvato da altri storici del diritto quali Pasquale Del Giudice e Pasquale Fiore.
Attraverso lo studio diretto delle fonti medievali, influenzato dall'ambiente positivistico dell’epoca, Pertile si concentrò sull'analisi degli istituti giuridici più che sulla loro trasformazione nel corso del Medioevo fino all’epoca contemporanea, quest'ultima rimasta sullo sfondo. Fece proficuo uso della documentazione cui poté avere accesso. Il suo lavoro segnò un distacco dalla corrente storiografia filosofica che era stata condizionata dal romanticismo.
Studio di vasta portata, affronta infatti diversi ambiti del diritto medievale, rivalutava l'esperienza storica italiana offrendo un contributo al nascente diritto nazionale, mostrando le origini che risalivano al periodo che dalla caduta dell'Impero romano d'Occidente arrivava fino all'Italia dei comuni.
Il lavoro ottenne una vasta eco e una generale approvazione, pur non mancando le voci critiche come quella di Francesco Schupfer, che pur convenendo sulla vastità e la ricchezza di fonti, non la ritenne aggiornata alle ultime tendenze della storiografia europea.
Negli ultimi anni rimase concentrato sull'attività di docenza tra i quali quello in  diritto ecclesiastico, succedendo al cugino l’abate Giambattista Pertile e dal 1893 al 1895 ebbe l’onore di ricoprire la carica di preside della facoltà di giurisprudenza.
Nel 1895 lo studioso scompare a Padova.

## Vita privata
Pertile nel 1857 si coniuga con Anna D'Amberg e dal matrimonio nacquero diversi eredi. Di provata fede cattolica rinunciò a incarichi a livello politico, se si eccettua l'incombenza assunta tra il 1873 e durata tre anni, di sindaco del comune veneziano di Stra. Fu comunque vicino agli ambienti della Destra veneta. Fu affiliato a diversi istituiti e accademie scientifiche.

## Opere
- Cenni sulle fonti giuridiche dalla caduta dell’impero romano fino alla dissoluzione di quello de’ Carolingi, in Archivio giuridico, 1868;
- Osservazioni su La legge romana udinese, in Archivio veneto, 1881;
- Degli ordini politici e amministrativi nella città di Padova nel secolo XIII..., Padova, 1883;
- Il diritto penale del secolo XIII studiato nell’antico statuto di Padova, Venezia, 1883;
- Un esempio della pratica applicabilità degli insegnamenti della storia del diritto, in Atti e e memorie della regia Accademia di scienze, lettere e arti in Padova, 1885-1886;
- Storia del diritto italiano dalla caduta dell’Impero romano alla codificazione, 1887